# Eurocode

Logo der Eurocodes

Die Eurocodes (kurz EC, gebräuchlich zur Abkürzung eines bestimmten Dokuments) sind europaweit vereinheitlichte Regeln für die Bemessung im Bauwesen. Diese Europäischen Normen wurden – wie auch die DIN-Normen, die ÖNORMEN und die Schweizer Normen – durch Wissenschaftler, Ingenieure und Anwender der Mitgliedsstaaten des Europäischen Komitee für Normung (kurz CEN) erarbeitet. Ein Bestandteil dieser europäischen Normung ist das Teilsicherheitskonzept.

## Eurocodes
Es gibt zurzeit 10 Eurocodes (EC 0 bis EC 9 in den Normen EN 1990 bis EN 1999), die alle Hauptgebiete des Bauwesens abdecken. Diese Normen sind jeweils weiter untergliedert. Es gibt insgesamt 58 Teilnormen. Zusätzlich erstellen die Normenausschüsse der Mitgliedsstaaten zu jedem Eurocode einen „nationalen Anhang“, in dem vor allem die national festzulegenden Parameter, wie zum Beispiel Teilsicherheitsbeiwerte, definiert werden. Darüber hinaus können aber auch zusätzliche Erläuterungen (zum Beispiel bei Unklarheiten infolge der Übersetzung aus dem Englischen) gegeben und weitere Anwendungsregeln vorgeschrieben werden.
Die Eurocodes erscheinen offiziell in den Sprachen Englisch, Deutsch und Französisch. Während weitere Übersetzungen, etwa durch nationale Normungsinstitute möglich sind, werden die Übersetzungen in diese drei Hauptsprachen vom CEN überwacht, beziehungsweise genehmigt.
- Eurocode 0: Grundlagen der Tragwerksplanung (EN 1990)
- Eurocode 1: Einwirkungen auf Tragwerke (EN 1991, bestehend aus 10 Teilnormen, z. B. EN 1991-1-3 Schneelast und EN 1991-1-4 Windlast)
- Eurocode 2: Bemessung und Konstruktion von Stahlbeton- und Spannbetontragwerken (EN 1992, bestehend aus 4 Teilnormen)
- Eurocode 3: Bemessung und Konstruktion von Stahlbauten (EN 1993, bestehend aus 20 Teilnormen)
- Eurocode 4: Bemessung und Konstruktion von Verbundtragwerken aus Stahl und Beton (EN 1994, bestehend aus 3 Teilnormen)
- Eurocode 5: Bemessung und Konstruktion von Holzbauten (EN 1995, bestehend aus 3 Teilnormen)
- Eurocode 6: Bemessung und Konstruktion von Mauerwerksbauten (EN 1996, bestehend aus 4 Teilnormen)
- Eurocode 7: Entwurf, Berechnung und Bemessung in der Geotechnik (EN 1997, bestehend aus 2 Teilnormen)
- Eurocode 8: Auslegung von Bauwerken gegen Erdbeben (EN 1998, bestehend aus 6 Teilnormen)
- Eurocode 9: Berechnung und Bemessung von Aluminiumkonstruktionen (EN 1999, bestehend aus 5 Teilnormen)

## Geschichte

### Hintergrund
Die Europäische Kommission beschloss im Jahre 1975 ein Programm zur Beseitigung von Handelshemmnissen im Baubereich. So kam es in den 1980er Jahren zu den ersten Eurocodes für den konstruktiven Ingenieurbau. Wesentlich beteiligt und Vorsitzender des Eurocode 2 Komitees (ab 1979) war Franco Levi.
1989 wurde diese Aufgabe von der Europäischen Kommission dem CEN, der Europäischen Normungsorganisation, übergeben. Zunächst erschienen die Eurocodes als Europäische Vornormen (ENV), die über die sogenannten Nationalen Anwendungsdokumente (NAD) probeweise zur Anwendung bauaufsichtlich eingeführt wurden. Sie enthielten so genannte boxed values, um nationale Unterschiede hinsichtlich Bauarten, Sicherheitsanforderungen und klimatischen Gegebenheiten zu berücksichtigen. Seit 1997 wurden diese Vornormen in Europäische Normen (EN) überführt.

### Einführung
Die Anwendung der Eurocodes ist in Deutschland für Bauvorhaben, die nach dem 1. Juli 2012 eingereicht wurden, verbindlich. Zu diesem Stichtag wurden die Eurocodes in Deutschland bauaufsichtlich eingeführt und sind somit geltendes Recht. Lediglich in Bayern wurde eine Übergangsfrist bis zum 31. Dezember 2013 gewährt. Bis zu diesem Tag durften noch wahlweise die alten Normen oder die Eurocodes verwendet werden. Eine gemischte Anwendung innerhalb eines Bauvorhabens ist allerdings verboten. Einen Sonderfall stellte die Anwendung der alten DIN 18800-7 im Bereich Herstellung von Stahltragwerken dar. Hier gab es eine Übergangsfrist von 2 Jahren seit dem 1. Juli 2012, während der noch auf Basis der alten Norm gefertigt werden durfte. Seit dem Erreichen des Stichtages 1. Juli 2014 ist auch für Hersteller von Stahltragwerken die Anwendung des Eurocodes, hier der neuen Norm EN 1090-2, für die Auslegung endgültig verbindlich.
In Österreich sind die Eurocodes mit ihren nationalen Anhängen seit 1. Juli 2009 verbindlich eingeführt. Die alten Normen sind somit ungültig und dürfen nicht mehr angewendet werden.

In der Schweiz gibt es keine Pläne, Schweizer Normen durch die Eurocodes zu ersetzen. Der Schweizerische Ingenieur- und Architektenverein plant die Einführung von „Swisscodes“ genannten Normen, die mit den Eurocodes kompatibel sein sollen. Die Anwendung der Eurocodes ist in der Schweiz dennoch zulässig. Es existieren allerdings keine nationalen Anhänge, in denen die national zu bestimmenden Parameter festgelegt sind. Diese Parameter müssen zwischen Planer und Bauherr in der Vorbereitung für ein konkretes Projekt abgestimmt werden.
In Singapur basierten die Baunormen auf den britischen Normen. Weil Großbritannien sich jedoch entschloss, diese Normen zum Jahr 2010 zurückzuziehen und nicht mehr zu aktualisieren, entschloss sich die Building and Construction Authority dazu, die Eurocodes zu übernehmen. Zum 1. April 2015 musste sich die Singapurische Baubranche auf die Eurocodes umstellen und alle Unterlagen müssen seitdem entsprechend der neuen Norm folgen. Dem war eine Übergangsphase vorausgegangen, wobei man ab dem 1. April 2013 Unterlagen sowohl nach British Standard als auch nach Eurocode einreichen konnte.

## Ziel der Vereinheitlichung
Eine europaweit einheitliche Normung im Bauwesen bietet verschiedene Vorteile, die die CEN-Staaten dazu bewegt haben, die Eurocodes aufzustellen:
- Europaweit einheitliche Entwurfskriterien
- Harmonisierung national unterschiedlicher Regeln
- Einheitliche Basis für Forschung und Entwicklung
- Einfacherer Austausch von Dienstleistungen und Produkten im Bauwesen
- Einfachere europaweite Ausschreibungen von Bauleistungen